# 蔡一楠
蔡楠（1532年—？），殿試時賜名蔡一楠，字廷用，福建漳州府漳浦縣人，軍籍，明朝政治人物。

## 生平
嘉靖三十一年（1552年）壬子科福建鄉試第二十九名舉人。嘉靖四十一年（1562年）中式壬戌科會試第七十六名，二甲第十一名進士。隆慶三年（1569年）任常州府通判。官至户部郎中。

## 家族
曾祖蔡坦，歲貢生；祖父蔡鉞；父蔡瀚，母薛氏。重庆下。